# Gíallchad
Giallchad, figlio di Ailill Olcháin, figlio di Sírna Sáeglach (... – ...), è stato, secondo la tradizione storica e le leggende medievali irlandesi, re supremo d'Irlanda.
Prese il potere dopo aver ucciso il suo predecessore, Elim Olfínechta, figlio di colui che nella battaglia di Comair Trí nUisce aveva ucciso il nonno di Gíallchad. Regnò per nove anni prima di essere ucciso dal figlio di Elim, Art Imlech, a Mag Muaide. Il Lebor Gabála Érenn sincronizza il suo regno con quello di Fraorte dei Medi (665-633 a.C.) Goffredo Keating data il suo regno dal 786 al 777 a.C., gli Annali dei Quattro Maestri dal 1023 al 1014 a.C.